# توماس رايس (سياسي)
توماس رايس (بالإنجليزية: Thomas Rice)‏ هو قاضي وسياسي أمريكي، ولد في 27 نوفمبر 1734 في الولايات المتحدة، وتوفي في 21 أبريل 1812 في الولايات المتحدة. انتخب عضو مجلس نواب ماساتشوستس.